# San José de la Era, Vetagrande
San José de la Era är en ort i Mexiko.   Den ligger i kommunen Vetagrande och delstaten Zacatecas, i den centrala delen av landet, 500 km nordväst om huvudstaden Mexico City. San José de la Era ligger 2 126 meter över havet och antalet invånare är 1 253.
Terrängen runt San José de la Era är huvudsakligen platt, men västerut är den kuperad. Runt San José de la Era är det ganska tätbefolkat, med 160 invånare per kvadratkilometer. Närmaste större samhälle är Zacatecas, 18,7 km sydväst om San José de la Era. Omgivningarna runt San José de la Era är i huvudsak ett öppet busklandskap.